# ستيفانو سكابيني
ستيفانو سكابيني (بالإيطالية: Stefano Scappini)‏ (2 فبراير 1988 ببيروجيا في إيطاليا - ) هو لاعب كرة قدم إيطالي في مركز الهجوم. لعب مع نادي ألساندريا ونادي بيزا ونادي ترنانا ونادي رافينا ونادي سامبدوريا وسورينتو كالتشيو ‏ ونادي سافونا ‏ وCastel Rigone Calcio ‏ ونادي غروسيتو.

## وصلات خارجية
- ستيفانو سكابيني على موقع قاعدة بيانات كرة القدم.إي يو (الإنجليزية)
- ستيفانو سكابيني على موقع Soccerway.com (الإنجليزية)
- ستيفانو سكابيني على موقع عالم كرة القدم.نت (الإنجليزية)